# Coenosia dorsovittata
Coenosia dorsovittata este o specie de muște din genul Coenosia, familia Muscidae, descrisă de Malloch în anul 1920.
Este endemică în Saskatchewan. Conform Catalogue of Life specia Coenosia dorsovittata nu are subspecii cunoscute.